# Groupe E des éliminatoires de la Coupe d'Afrique des nations de football 2023
Navigation
Groupe D Groupe F
Le groupe E des éliminatoires de la Coupe d'Afrique des nations de football 2023 est une compétition qualificative pour la phase finale de la Coupe d'Afrique des nations de football 2023, qui se déroule en janvier et février 2024 en Côte d'Ivoire.

## Tirage au sort
Le tirage au sort a eu lieu le 19 avril 2022 au Caire. Les têtes de série sont désignées via un classement CAF (construit d'après les résultats lors des dernières CAN).
Le tirage au sort désigne les équipes suivantes dans le groupe E. Les quarante-huit équipes sont réparties en douze dans quatre chapeaux :
- Chapeau 1 :  Ghana (11e du classement CAF)
- Chapeau 2 :  Madagascar (22e du classement CAF)
- Chapeau 3 :  Angola (35e du classement CAF)
- Chapeau 4 :  Centrafrique (38e du classement CAF)

## Classement
- Qualification pour la CAN 2023

| Rang | Équipe       | Pts | J | G | N | P | Bp | Bc | Diff |  | Résultats (▼ dom., ► ext.) |     |     |     |     |
| ---- | ------------ | --- | - | - | - | - | -- | -- | ---- |  | -------------------------- | --- | --- | --- | --- |
| 1    | Ghana        | 12  | 6 | 3 | 3 | 0 | 8  | 3  | +5   |  | Ghana                      |     | 1-0 | 2-1 | 3-0 |
| 2    | Angola       | 9   | 6 | 2 | 3 | 1 | 6  | 5  | +1   |  | Angola                     | 1-1 |     | 2-1 | 0-0 |
| 3    | Centrafrique | 7   | 6 | 2 | 1 | 3 | 9  | 7  | +2   |  | Centrafrique               | 1-1 | 1-2 |     | 2-0 |
| 4    | Madagascar   | 3   | 6 | 0 | 3 | 3 | 1  | 9  | -8   |  | Madagascar                 | 0-0 | 1-1 | 0-3 |     |

## Résultats
| 1re journée               | Angola                                    | 2 - 1   | Centrafrique                            | Stade national du 11-Novembre, Luanda |                                   |
| 1er juin 2022 17:00 UTC+1 | Nzola 72e · Dala 76e                      | (0 - 1) | 32e Nlend                               | Arbitrage : Celso Armindo Alvação     | Arbitrage : Celso Armindo Alvação |
| 1er juin 2022 17:00 UTC+1 | Estrela 61e · Dala 84e · Hugo Marques 88e | Rapport | 37e Niamathé · 57e Kolimba · 61e Yangao | Arbitrage : Celso Armindo Alvação     | Arbitrage : Celso Armindo Alvação |

| 1er juin 2022 | Ghana                                   | 3 - 0   | Madagascar  | Cape Coast Sports Stadium, Cape Coast |                             |
| 19:00 UTC±0   | Kudus 53e · Afena-Gyan 56e · Bukari 86e | (0 - 0) |             | Arbitrage : Mahamadou Kéïta           | Arbitrage : Mahamadou Kéïta |
| 19:00 UTC±0   | Amartey 90+1e                           | Rapport | 65e Mombris | Arbitrage : Mahamadou Kéïta           | Arbitrage : Mahamadou Kéïta |

| 2e journée              | Madagascar           | 1 - 1   | Angola                 | Kianja Barea, Antananarivo    |                               |
| 5 juin 2022 16:00 UTC+3 | Rakotoharimalala 36e | (1 - 1) | 43e Dala               | Arbitrage : Thando Ndzandzeka | Arbitrage : Thando Ndzandzeka |
| 5 juin 2022 16:00 UTC+3 | Lapoussin 90+1e      | Rapport | 37e Show · 90+3e Nzola | Arbitrage : Thando Ndzandzeka | Arbitrage : Thando Ndzandzeka |

| 5 juin 2022 | Centrafrique            | 1 - 1   | Ghana      | Stade national du 11-Novembre, Luanda |                          |
| 14:00 UTC+1 | Namnganda 41e           | (1 - 1) | 17e Kudus  | Arbitrage : Pierre Atcho              | Arbitrage : Pierre Atcho |
| 14:00 UTC+1 | Ndobé 23e · Manzoki 64e | Rapport | 66e Kyereh | Arbitrage : Pierre Atcho              | Arbitrage : Pierre Atcho |

| 3e journée               | Madagascar       | 0 - 3   | Centrafrique                                   | Kianja Barea, Antananarivo  |                             |
| 23 mars 2023 16:00 UTC+3 |                  | (0 - 2) | 36e Ngoma · 45e 79e Mafouta                    | Arbitrage : Samuel Uwikunda | Arbitrage : Samuel Uwikunda |
| 23 mars 2023 16:00 UTC+3 | Rakotonirina 63e | Rapport | 34e Ato-Zandanga · 51e Niamathé · 71e Toropité | Arbitrage : Samuel Uwikunda | Arbitrage : Samuel Uwikunda |

| 23 mars 2023 | Ghana         | 1 - 0   | Angola                | Baba Yara Stadium, Kumasi             |                                       |
| 16:00 UTC±0  | Semenyo 90+6e | (0 - 0) |                       | Arbitrage : Jean Jacques Ndala Ngambo | Arbitrage : Jean Jacques Ndala Ngambo |
| 16:00 UTC±0  |               | Rapport | 36e Paz · 83e Lameira | Arbitrage : Jean Jacques Ndala Ngambo | Arbitrage : Jean Jacques Ndala Ngambo |

| 4e journée               | Centrafrique    | 2 - 0   | Madagascar                               | Stade de la Réunification, Douala |                           |
| 27 mars 2023 14:00 UTC+1 | Mafouta 40e 82e | (1 - 0) |                                          | Arbitrage : Issa Mouhamed         | Arbitrage : Issa Mouhamed |
| 27 mars 2023 14:00 UTC+1 | Pirioua 44e     | Rapport | 72e Andrianarimanana · 76e Randrianiaina | Arbitrage : Issa Mouhamed         | Arbitrage : Issa Mouhamed |

| 27 mars 2023 | Angola          | 1 - 1   | Ghana                              | Stade national du 11-Novembre, Luanda |                             |
| 17:00 UTC+1  | João 51e (pen.) | (0 - 0) | 72e Bukari                         | Arbitrage : Mohamed Maarouf           | Arbitrage : Mohamed Maarouf |
| 17:00 UTC+1  | Dala 65e        | Rapport | 58e Addo · 58e Mensah · 90+5e Ayew | Arbitrage : Mohamed Maarouf           | Arbitrage : Mohamed Maarouf |

| 5e journée               | Centrafrique                                           | 1 - 2   | Angola                    | Stade de la Réunification, Douala |                            |
| 17 juin 2023 14:00 UTC+1 | Kondogbia 46e                                          | (0 - 1) | 12e Gaspar · 86e Milson   | Arbitrage : Redouane Jiyed        | Arbitrage : Redouane Jiyed |
| 17 juin 2023 14:00 UTC+1 | Youga 33e · Baboula 47e · Guinari 53e · Youfeigane 70e | Rapport | 43e Show · 90+3e Mabululu | Arbitrage : Redouane Jiyed        | Arbitrage : Redouane Jiyed |

| 18 juin 2023 | Madagascar                                       | 0 - 0   | Ghana                  | Kianja Barea, Antananarivo   |                              |
| 17:00 UTC+3  |                                                  | (0 - 0) |                        | Arbitrage : Patrice Milazare | Arbitrage : Patrice Milazare |
| 17:00 UTC+3  | Rakotoarisoa 27e · Amada 74e · Randrianiaina 79e | Rapport | 71e Samed · 81e Partey | Arbitrage : Patrice Milazare | Arbitrage : Patrice Milazare |

| 6e journée                   | Angola  | 0 - 0   | Madagascar | Stade national de Tundavala, Lubango |                         |
| 7 septembre 2023 17:00 UTC+1 |         | (0 - 0) |            | Arbitrage : Jalal Jayed              | Arbitrage : Jalal Jayed |
| 7 septembre 2023 17:00 UTC+1 | Rapport |         |            | Arbitrage : Jalal Jayed              | Arbitrage : Jalal Jayed |

| 7 septembre 2023 | Ghana                  | 2 - 1   | Centrafrique | Baba Yara Stadium, Kumasi |                          |
| 16:00 UTC±0      | Kudus 43e · Nuamah 88e | (1 - 1) | 23e Mafouta  | Arbitrage : Peter Waweru  | Arbitrage : Peter Waweru |
| 16:00 UTC±0      | Rapport                |         |              | Arbitrage : Peter Waweru  | Arbitrage : Peter Waweru |

## Statistiques

### Meilleurs buteurs
5 buts      
- Louis Mafouta

3 buts    
- Mohammed Kudus

2 buts   
- Gelson Dala
- Osman Bukari

1 but  
- Lucas João
- M'Bala Nzola
- Kialonda Gaspar
- Felicio Milson
- Karl Namnganda
- Isaac Ngoma
- Samuel Nlend
- Geoffrey Kondogbia
- Felix Afena-Gyan
- Antoine Semenyo
- Ernest Nuamah
- Njiva Rakotoharimalala